# 陳繗
陳繗（1449年—？），字克紹，廣東瓊州府瓊山縣人，民籍，明朝政治人物。

## 生平
成化二十二年（1486年）丙午科廣東鄉試第三十四名舉人。弘治六年（1493年）中式癸丑科會試第二百三名，三甲第三十六名進士。七年二月授翰林院檢討，侍诸王讲读。

## 家族
曾祖陳以忠；祖父陳才尚；父陳經，武緣縣學訓導。母王氏。慈侍下。